# Hank Stram
Henry Louis Stram, detto Hank (Chicago, 3 gennaio 1923 – Covington, 4 luglio 2005), è stato un allenatore di football americano statunitense nella American Football Football (AFL) e nella National Football League (NFL). È stato inserito nella Pro Football Hall of Fame nel 2003.

## Carriera professionistica
Stram debuttò come allenatore con i Dallas Texans di Lamar Hunt della neonata American Football League nel 1960. Nel 1962 vinse il suo primo campionato AFL battendo in finale gli Houston Oilers per 20-17. Nel 1966 la franchigia si trasferì diventando i Kansas City Chiefs. La squadra vinse un altro campionato NFL nel 1966 contro i Buffalo Bills potendo contare su una delle migliori difese della storia del football professionistico, comprendente tre futuri Hall of Famer e otto All-Star. I Chiefs giocarono contro i Green Bay Packers nel Super Bowl I ma furono sconfitti 35–10.
I Kansas City Chiefs vinsero il loro terzo campionato AFL con Stram alla loro guida nel 1969. Nel Super Bowl IV, essi dominarono i Minnesota Vikings sia in attacco che in difesa, con Stram che in quella gara divenne il primo allenatore di football ad indossare un microfono. Stram rimase coi Chiefs fino alla stagione 1974. Nel 1976 e 1977, Stram allenò i New Orleans Saints ma, anche a causa degli infortuni della loro stella, il quarterback Archie Manning, terminò le due stagioni con record di 4-10 e 3-11. Dopo il ritiro da allenatore divenne un commentatore di successo per la CBS.
Stram detiene il maggior numero di vittorie da allenatore (87), apparizioni ai playoff (6) e miglior record nei playoff della storia della AFL (5–1).

## Palmarès
- Campionati AFL : 3

Kansas City Chiefs: 1962, 1966, 1969
- Super Bowl : 1

Kansas City Chiefs: IV
- Pro Football Hall of Fame (classe del 2003)